# Buchloe
Buchloe  Engelm. é um género botânico pertencente à família Poaceaesubfamília Chloridoideae.
O gênero apresenta uma única espécie, cuja ocorrência é na América do Norte.

## Sinônimos
- Bulbilis Kuntze (SUS)
- Calanthera Hook. (SUI)
- Lasiostega Benth. (SUI)

## Espécie
- Buchloe dactyloides (Nutt.) Engelm.